# Stipa juncoides
Stipa juncoides är en gräsart som beskrevs av Carlos Luis Spegazzini. Stipa juncoides ingår i släktet fjädergrässläktet, och familjen gräs. Inga underarter finns listade i Catalogue of Life.